# 登內里
登內里（Dennery）是加勒比海島國聖盧西亞登內里區的一個城鎮，位於該島東海岸，該城鎮由法國人建立於18世紀，海拔高度6米，2002年人口12,876人。